# Frank Pepermans
Frank Pepermans (Borgerhout, 18 oktober 1920 – New York, 16 december 1976) was een Belgisch industrieel.

## Biografie
Pepermans begon zijn carrière bij Ford Motor Company, waar hij het bracht tot beheerder-directeur-generaal. In 1949 huwde hij.
Van 1963 tot 1976 was Pepermans directeur-generaal van Bell Telephone Company, Antwerpen. In 1973-1974 raakte hij in deze functie verwikkeld in het RTT-schandaal. Pepermans werd ervan beschuldigd Germain Baudrin, administrateur-generaal van de RTT, te hebben omgekocht. Hij werd veroordeeld tot zes maanden gevangenisstraf met vijf jaar uitstel en een geldboete van 15.000 frank. Ook in hoger beroep werd dit vonnis herbevestigd.
Pepermans werd eind 1976 door de hoogste instantie van ITT gepromoveerd tot “executive assistant”, een functie die hij vanuit de hoofdzetel in New York zou uitoefenen. Amper twee maanden later werd hij dood aangetroffen in zijn hotelkamer. Sommigen mensen vermoedden moord, maar zelfmoord werd uiteindelijk als officiële doodsoorzaak opgegeven .